# Zack Foley
Zack Foley (* um 1980) ist ein US-amerikanischer Jazzmusiker (Gesang, auch Komposition).

## Leben und Wirken
Foley wuchs in Houston auf und besuchte Mitte der 1990er-Jahre die High School for Performing and Visual Arts. Die nächsten 20 Jahre lebte er in New York, wo er an der Manhattan School of Music studierte und mit seinem Quartett und anderen Bands in Clubs wie dem Blue Note, Smalls und der Brooklyn Academy of Music spielte. In seinem Jazzgesang ist Foley von Jazzmusikern der 1940er-Jahre wie Don Byas oder Lester Young inspiriert; seine Phrasierung lehnt sich an Vorbildern wie Betty Carter, Sheila Jordan, Nat King Cole, Al Hibbler und Chet Baker an.
Begleitet von Jesse Elder, Chris Tordini und Devin Gray spielte er sein Debütalbum LMSV (2018) ein, gefolgt von A Bird in the Hand (2023), mit Tordini und Ryan Ferreira. Zusammen mit dem Bassisten Frank Wagner und dem Schlagzeuger C.J. Everett legte er 2024 das Album Silent Boomer X (Jazzheads) mit Standards wie „Two for the Road“, „I’ll See You In My Dreams“, „Turn Out the Stars“ oder „Everything I Love“ ohne Harmonieinstrument vor, seine dritte Veröffentlichung unter seinem eigenen Namen. Foley lebt derzeit in San Antonio, Texas.
Silent Boomer X, eine Anspielung auf die Generation X, der Foley angehört, sei ein ungewöhnliches Trioalbum, nur mit Stimme, Bass und Schlagzeug, schrieb Dee Dee McNeil (Making a Scene). Es unterstreiche die Fähigkeiten und den Charakter Foleys als Jazzsänger und stelle auch Wagner und Everett an Bass und Schlagzeug in den Mittelpunkt.